# Барнетт, Генриетта
Дама Генриетта Октавия Уэстон Барнетт (англ. Henrietta Octavia Weston Barnett, урожд. Роуленд, 4 мая 1851 — 10 июня 1936) — выдающийся английский социальный реформатор, педагог и писательница. Вместе с мужем, Сэмюэлем Августом Барнеттом (1844—1913), основала первое «университетское поселение» Тойнби-Холл (в Ист-Энде) в 1884 году. Сообща они также работали над созданием образцового пригорода Хэмпстед-Гарден в начале XX века. Дама-командор Ордена Британской империи (DBE).

## Биография
Генриетта Октавия Уэстон Роуленд была последним ребёнком в многодетной семье. Девочка рано осталась без матери — Генриетта Моника Маргаретта Роуленд (урожд. Дитжес) умерла вскоре после её рождения. Отец, Александр Уильям Роуленд, богатый предприниматель, связанный с производством макассарового масла, вырастил всех своих восьмерых детей в принадлежащих семейству лондонском доме и загородном доме в Кенте, где юная Генриетта научилась ценить сельские занятия. Одна из её сестер — Элис Мэрион Харт (урожд. Роуленд; 1848—1931) — стала в дальнейшем известным филантропом.
В возрасте 16 лет Генриетта была отправлена в школу-интернат в Девоне, которой управляли сёстры Хаддон, проповедовавшие — под влиянием социального философа-моралиста, по профессии хирурга, специалиста по заболеваниям органов слуха Джеймса Хинтона — социальный альтруизм. После смерти отца в 1869 году Генриетта переехала с двумя сёстрами в Бейсуотер, где познакомилась с реформатором жилищного строительства Октавией Хилл, которой потом помогала в её общественной деятельности. Хилл познакомила Генриетту с работой Джона Рёскина, а также с другими влиятельными людьми, заинтересованными в улучшении положения лондонской бедноты.

## Замужество и общественная деятельность
Через Октавию Хилл Генриетта познакомилась и с каноником Сэмюэлем Барнеттом, который был викарием церкви Святой Марии на Брайанстон-сквер в Лондоне, и в 1873 году они поженились. Через некоторое время молодожёны узнали о бедственном положении прихода Святого Иуды в Уайтчепеле и предприняли попытку изменить эту ситуацию. Генриетта продолжала посещать приход, уделяя особое внимание детям, а также женщинам, в числе которых было около 2000 проституток — тогда представительницы этой профессии предлагали свои услуги только в Уайтчепеле. В 1875 году она стала опекуном прихода, а в следующем её назначили управляющей школой для бедных в округе Форест-Гейт. Другой социальной инициативой, которую Барнетты помогли создать (совместно с Джейн Сениор), стала столичная Ассоциация поддержки молодой прислуги (1876). Организация стремилась оградить девушек от вовлечения в проституцию, преступную активность, от алкоголизма, помогала им обрести профессию в сфере обслуживания. Инициатива Барнетт по организации загородного отдыха для детей из трущоб быстро переросла из эксперимента в Миссию свежего воздуха для детей, ставшую в 1884 году Фондом детских загородных каникул. Генриетта Барнетт продвигала идею создания дома для девочек из работных домов, начиная с 1880 года, и в 1891 году основала Лондонскую ассоциацию учителей и учащихся. Она также занимала пост вице-президента Национальной ассоциации помощи слабоумным (1895) и Национального союза трудящихся женщин (1895—1896).

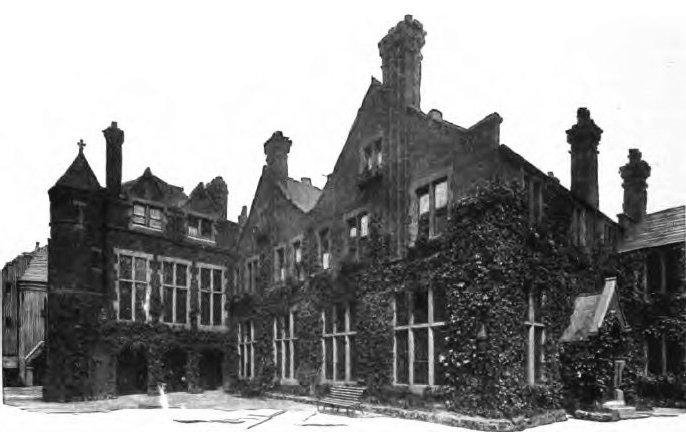
Тойнби-Холл, 1902

В 1884 году Барнетты основали Тойнби-Холл (и начали жить там) — это было одно из первых поселений для учащихся, названное в честь недавно умершего выдающегося историка Арнольда Тойнби, который выступал за образование для рабочих и сокращение разделения между социальными классами. В 1897 году стараниями Барнеттов в галерее Уайтчепел были организованы выставки изобразительного искусства, впоследствии ставшие ежегодными. С 1903 года Ричард Тоуни начал сотрудничать с ними, заинтересовавшись Фондом детских загородных каникул и Ассоциацией работников образования. Уильям Беверидж и Клемент Эттли также работали с Барнеттами в начале своей карьеры. А посещение Тойнби-Холла вдохновило Джейн Аддамс основать Халл-Хаус в Чикаго.

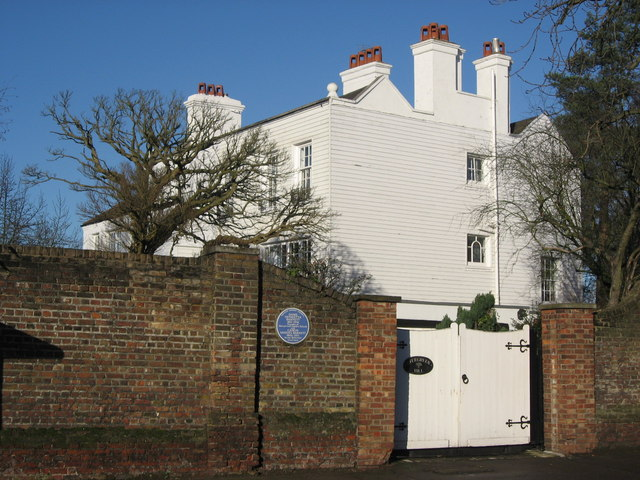
Эвергрин Хилл на Спаниардс-роуд

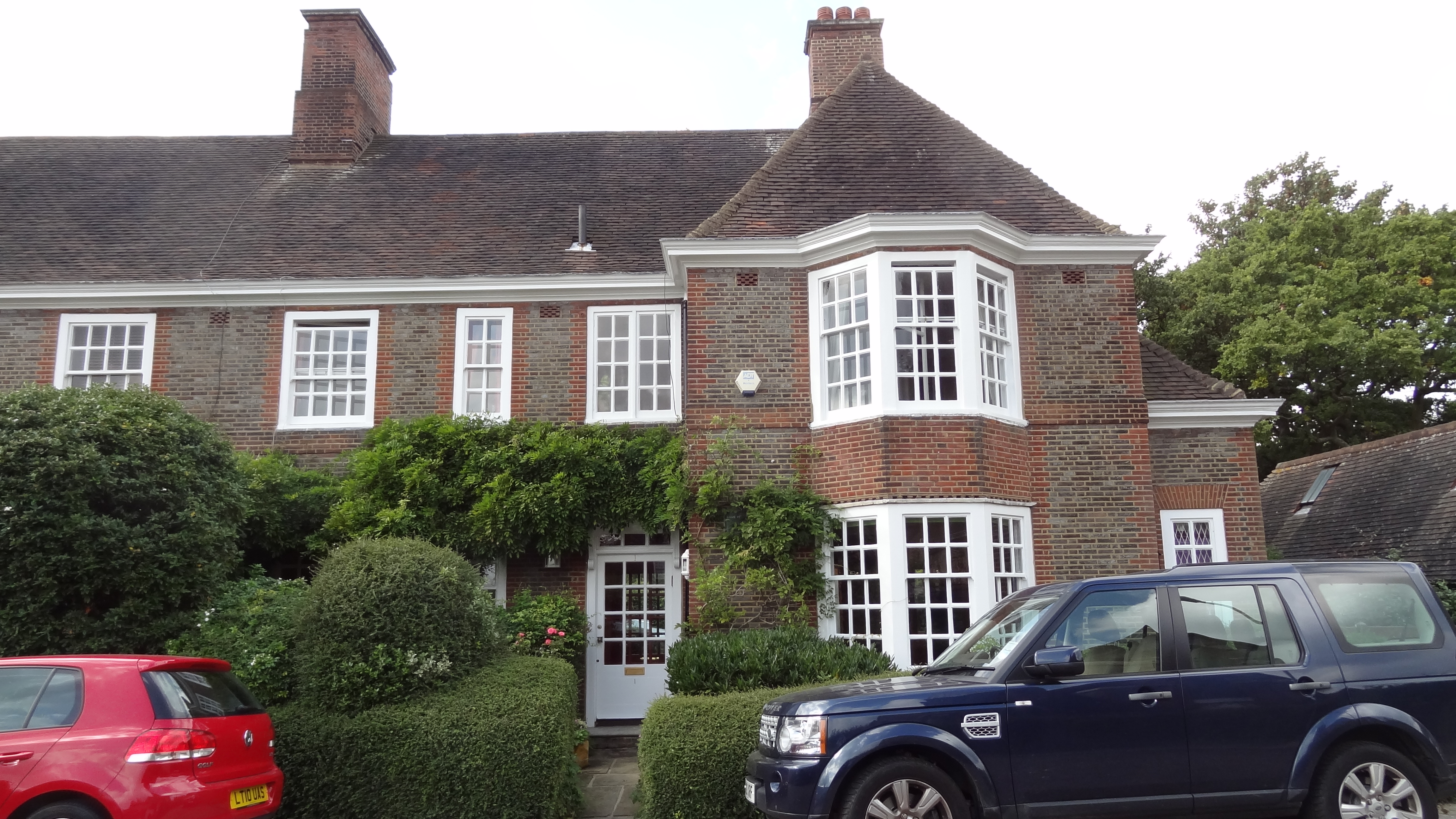
Саут-сквер, 1, пригород Хэмпстед-Гарден, бывший дом Генриетты Барнетт

В 1889 году пара приобрела загородный дом в Спаниардс-Энде в районе Хампстед на северо-западе Лондона, где находится самый большой лондонский парк — Хампстед-Хит. Барнетты были вдохновлены идеями Эбенизера Говарда и движением за жилищное строительство, объединявшими городской комфорт и единение с природой (образцом этой моды тогда считался Летчуэрт-Гарден-Сити — первый город-сад в Великобритании). И в то же время их волновала массовая застройка Итонским колледжем близлежащей части Хампстед-Хита. В 1904 году они основали тресты, которые скупили 243 акра земли вдоль недавно открытой Северной линии лондонского метрополитена до территории кладбища Голдерс-Грин. И превратили эту местность в район Хампстед-Гарден, образцовый город-сад, созданный — при их непосредственном участии — усилиями архитекторов Раймонда Анвина и сэра Эдвина Лаченса, причем это их детище в конечном итоге разрослось до более чем 800 акров.
В 1909 году в центре пригорода Нью-Хампстед-Гарден открылся Институт образования для взрослых с культурными программами и дискуссионными группами. Вскоре была создана школа для девочек, получившая название «Школа Генриетты Барнетт».
Несмотря на заявленные цели, Хампстед никогда полностью не соответствовал предложенному сэром Эдвином Лаченсом плану (и вскоре стал анклавом среднего класса, а не смесью классов). Там были основаны церковь Святого Иуды, а также клуб и чайный дом (для популяризации безалкогольного образа жизни), дом собраний квакеров, детские дома, школа для детей и жильё для пожилых людей.
У Барнеттов никогда не было своих детей. Они удочерили девочку Дороти Вудс, и Генриетта также стала законным опекуном для её умственно отсталой старшей сестры Фанни.
После смерти Сэмюэля в 1913 году Генриетта основала названный в его честь Барнетт-Хаус в Оксфорде (1914). Она постаралась создать там университетский центр, деятельность которого охватывала социальную работу и образование в области социальной политики.
Генриетта Барнетт умерла в Хампстеде в 1936 году в возрасте 85 лет, похоронена рядом с мужем на кладбище церкви Святой Елены в Ханглтоне, Восточный Сассекс.

## Карьера писателя

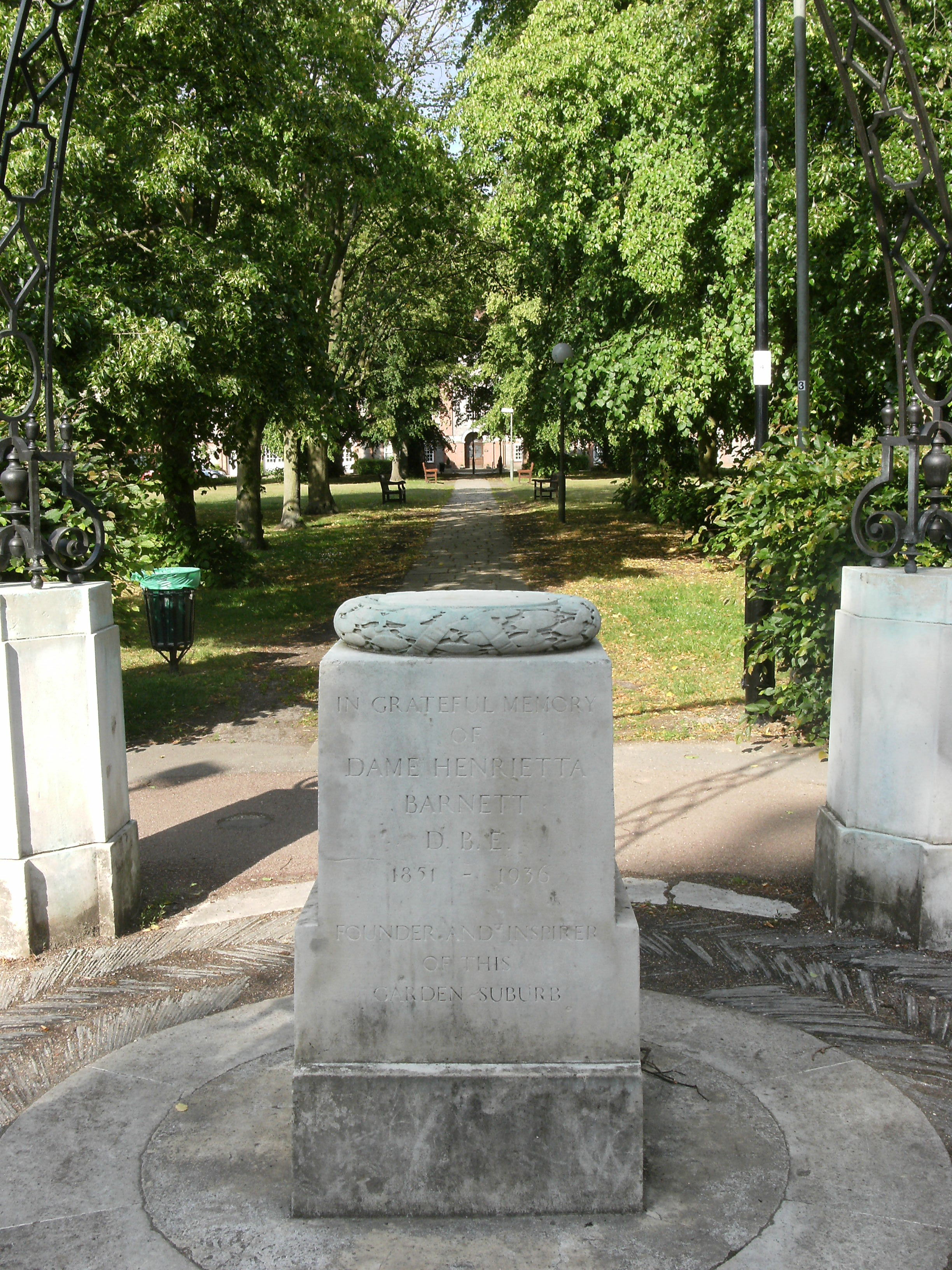
Мемориал Генриетты Барнетт, Хампстед-Гарден, Лондон NW11

Барнетт написала несколько книг, в том числе в соавторстве с мужем. Их христианско-социалистические убеждения изложены в работах Практический социализм (1889) и К социальной реформе (1909).
Более ранние книги касались вопросов домашнего хозяйства: Создание дома (1885), Как заботиться о ребенке (1887) и Создание тела (1894), написанная вместе с мужем и с зятем (мужем её сестры Элис Харт, урожд. Роуленд) — врачом, редактором Британского медицинского журнала Эрнестом Абрахамом Хартом (1835—1898). Вместе с Кэтлин Маллам (Kathleen Mallam) Генриетта Барнетт также редактировала сборник эссе под названием Обездоленные, заброшенные и дети-преступники (Pan-Anglican papers, 1908). После смерти мужа Генриетта Барнетт закончила свои иллюстрированные британские баллады Старое и новое (1915), написала многотомную биографию супруга Каноник Барнетт: его жизнь, работа и друзья (1918), а также опубликовала сборники эссе, в первую очередь Дела, которые имеют значение (1930).

## Наследие
За свою деятельность в области социальных реформ Барнетт была удостоена Ордена Британской империи в 1917 году, а в 1924 году возведена в ранг Дамы-командора Ордена Британской империи (DBE). В 1920 году она была назначена почётным президентом Американской федерации поселений, включающей в себя 480 членов.
В течение последних десяти лет своей жизни Генриетта Барнетт занималась живописью и часто жила в доме 45 по Уиш-Роуд, Хоув (сегодня он отмечен синей табличкой).
Барнетты совместно поминаются 17 июня по литургическому календарю Англиканской церкви.

## Опубликованные работы
- Barnett, Henrietta Rowland. The Making of the Home. A reading-book of domestic economy for school and home use (Создание дома. Хрестоматия по домашнему хозяйству для школьного и домашнего использования). London: Cassell and Company, 1885.
- Barnett, Henrietta Rowland. The Making of the Body. A children's book on anatomy and physiology : for school and home use (Создание тела. Детская книга по анатомии и физиологии : для школьного и домашнего использования). London: Longmans, Green, 1894.
- Barnett, Henrietta O. (Mrs. S. A. Barnett). The Work of the Lady Visitors: Written For The Council of the Metropolitan Association for Befriending Young Servants (Работа для леди-визитёра: написана для Совета столичной Ассоциации поддержки молодой прислуге). London: Penny and Hull, 1881.
- Barnett, Henrietta O. (Mrs. S. A. Barnett). The Young Women In Our Work Houses (Молодые женщины в наших рабочих домах). London: Penny and Hull, 1879.
- Barnett, Samuel Augustus; Barnett, Henrietta Rowland. Practicable Socialism: Essays on Social Reform (Практический социализм: Очерки социальной реформы), 1-е издание. London: Longmans, Green & Co, 1888.
- Barnett, Samuel Augustus; Barnett, Henrietta Rowland. Practicable Socialism: Essays on Social Reform (Практический социализм: Очерки социальной реформы), 2-е издание. London: Longmans, Green & Co, 1895.
- Barnett, Samuel Augustus; Barnett, Henrietta Rowland. Practicable Socialism: Essays on Social Reform (Практический социализм: Очерки социальной реформы), новая серия. London: Longmans, Green & Co, 1915.
- Barnett, Samuel Augustus; Barnett, Henrietta Rowland. Towards Social Reform (На Пути К Социальной Реформе). London: T. Fisher Unwin, 1909.
- Barnett, Henrietta Rowland. Canon Barnett: His Life, Work, and Friends (Каноник Барнетт: его жизнь, работа и друзья). Houghton Mifflin, 1919.
- Barnett, Henrietta Rowland. Matters that Matter (Дела, которые имеют значение). London: J. Murray, 1930.